# ВИЧ/СПИД в Туркменистане

Сравнение ситуации с распространённостью ВИЧ в разных странах мира, 2021 год

Власти Туркменистана не признают распространения ВИЧ-инфекции в стране, и официально с 1989 году зарегистрировали всего два случая. В стране выстроена репрессивная система, которое препятствует эффективной профилактике инфицирования и учёту ВИЧ-положительных граждан. Активисты и аналитики считают, что реальное количество случаев может достигать десятков тысяч. На это указывают свидетельства медработников и ВИЧ-положительных туркмен, которым удалось выехать за рубеж.

## Ситуация и общественное мнение
По официальным данным, с 1989 года в Туркменистане зарегистрированы только 2 случая ВИЧ, оба пациента якобы заразились за пределами страны. Так называемую «победу» над ВИЧ туркменские власти связывают с якобы эффективными мерами профилактики.  Но существует ряд свидетельств, что ВИЧ-инфекция широко распространена. Реальное число случаев может достигать десятков тысяч при, предположительно, 5-6 млн населения. Одну из немногих оценок предоставила Туркменская инициатива по правам человека, которая выявила в 2005-м только в Ашхабаде 300 носителей ВИЧ, в 2011 году в Туркменбашы – 68. Около половины из них – девушки.
«Врачи без границ», покинувшие Туркменистан в 2009 году, назвали ВИЧ одной из «невидимых» для властей эпидемий. Местные медработники подтверждают, что им запрещено указывать ВИЧ и СПИД при диагностике пациентов. Вместо этого они заполняют специальные формы о «неизвестном инфекционном заболевании». Хотя неофициально врачи могут сообщить о вирусе родственникам носителей, что влечёт насилие и дискриминацию.
Так как власти отрицают существование ВИЧ в стране, инфицированным недоступно лечение, положенное по закону. В лучшем случае людей с диагнозом ВИЧ лечат от сопутствующих туберкулеза и пневмонии. Знания медработников о вирусе и способах его передачи крайне ограничены. Например, сообщалось о случаях, когда врачи изолировали больных в отдельных палатах и надевали маски, входя к ним (хотя вирус не передаётся воздушно-капельным путём). По словам медиков Лебапской области, при выявлении ВИЧ  пациентам ежемесячно предоставляется 4 шприца для инъекций, 2 упаковки йода и 10 презервативов. Им прописывают средства для укрепления иммунитета, антиретровирусная терапия в стране недоступна. ВИЧ-положительные туркмены, которым удалось выехать за границу, сообщали о тяжёлом положении носителей в стране. Активисты, отстаивающие права ВИЧ-положительных сограждан на лечение, пропадают без вести.
Социально-экономические проблемы в Туркменистане косвенно подтверждают, что реальное число случаев может быть гораздо больше. Туркменистан имеет протяжённую границу с Афганистаном и является одним из транзитных маршрутов героина, поставляемого в Россию и другие страны Европы. С 1990-х годов в стране распространено инъекционные наркотики, потребители которых являются основной группой риска ВИЧ. К 2022 году в стране насчитывалось более 30 000 наркоманов, которые в основном не знали о путях передачи вируса. Предположительно, до 35% из них используют шприцы многократно, чем повышают риск инфицирования.
Туркменистан – единственная страна в Центральной Азии, которая не предоставляет ВОЗ и ЮНЭЙДС статистику по ВИЧ.  В начале 2000-х годов власти Туркменистана разрешили запустить ПРООН проект «Профилактика ВИЧ/СПИДа в Туркменистане». Позднее ЮНЭЙДС и ЮНФПА публиковали информацию о работающих центрах тестирований. Но сообщалось, что программы либо быстро закрывали из-за разногласий с правительством, либо ориентировали только на работу с медицинским персоналом. Сотрудничество с Глобальным фондом для борьбы со СПИДом, туберкулезом и малярией по вопросам ВИЧ не ведётся.
Так как профилактической работы с населением не проводится, туркмены часто не знают о путях передачи вируса, независимые тесты для них недоступны.

## Законодательство в отношении ВИЧ
Формально в Туркменистане принят закон о противодействии распространению ВИЧ, который предусматривает социальные гарантии для носителей. Но так как власти не признают существование ВИЧ в стране, на деле он не имеет силы.
Кроме того, Уголовный кодекс предусматривает наказание тех, кто передал ВИЧ умышленно или по небрежности. Формулировка в частности включает наказание за «злостное уклонение от лечения», тем не менее туркменские врачи халатно относятся к пациентам с ВИЧ, отказываясь их регистрировать под угрозой увольнения. Также сообщалось о случаях, когда врачи брали взятку за справку об отсутствии ВИЧ.
При вступлении в брак по закону необходима справка об отсутствии ВИЧ, но на практике это требование часто не соблюдается.